# Camille Fégy
Camille Fégy, né le 22 avril 1902 à Lyon et mort le 29 août 1975 à Ozoir-la-Ferrière (Seine-et-Marne), est un journaliste et homme politique français.
D'abord engagé au Parti communiste français (PCF), il fonde avec Maurice Laporte les Jeunesses Communistes dont il devient le secrétaire général. Par la suite, il devient secrétaire de rédaction du journal L'Humanité. Exclu du PCF en 1931, il adhère au Parti populaire français (PPF) de Jacques Doriot en 1936 puis, sous la Collaboration, exerce les fonctions de Commissaire aux restaurants communautaires et de directeur du journal La Gerbe fondé par Alphonse de Châteaubriant. Après la guerre, il est condamné aux travaux forcés à perpétuité avant d'être gracié et de rejoindre le mouvement fondé par Pierre Poujade en devenant rédacteur en chef de son journal Fraternité française. 

## Biographie
Militant du PCF, Camille Fégy fut en 1919 l'un des fondateurs des Jeunesses communistes dont il avait été secrétaire administratif. Il fut ensuite secrétaire de rédaction de L'Humanité et rédacteur en chef de l'Almanach ouvrier et paysan.

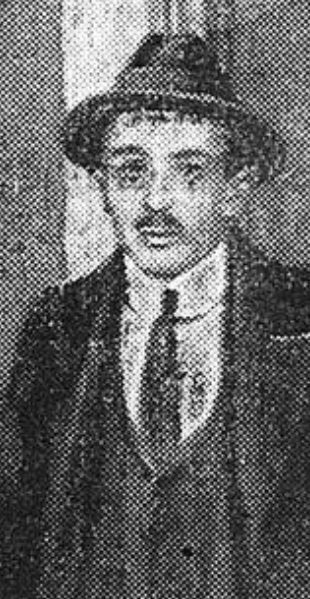
Camille Fégy en 1921.

En 1936, il rallie le Parti populaire français (PPF) de Jacques Doriot, dont il intègre le Comité central, et participe à des journaux comme La Liberté, Candide, ou encore Je suis partout, sous le pseudonyme de Jean Meillonnas.
Pendant la guerre, il est militant collaborationniste, et rédacteur au journal La Gerbe aux côtés d'Alphonse de Chateaubriant, avant de le remplacer à la direction du journal en 1941. Il est par ailleurs membre du groupe Collaboration. Il essaye en vain de sauver la vie de Gabriel Péri. 

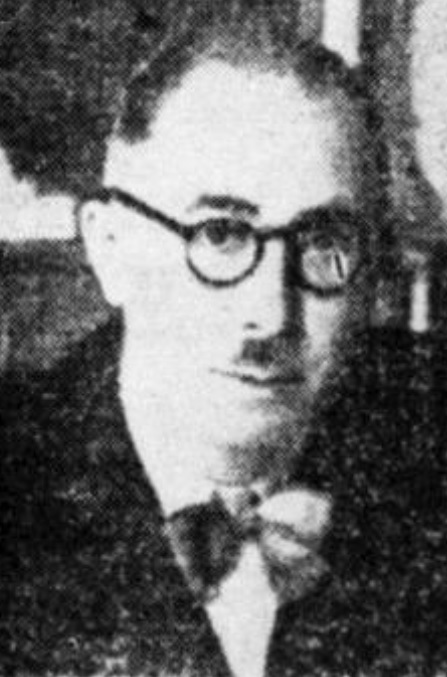
Camille Fégy en 1943.

Lors de l'épuration, il est condamné aux travaux forcés à perpétuité en juin 1945, et partage le même dortoir que Jean Castrillo et Roland Gaucher au pénitencier d'Épinal.
Gracié plus tard, on retrouve Camille Fégy au journal Fraternité Française, le journal de l'UDCA de Pierre Poujade, puis à Dimanche-Matin de Roger Capgras. Il meurt en 1975.